# Mary av Teck
Mary av Teck, fullständigt namn Victoria Mary Augusta Louise Olga Pauline Claudine Agnes, född 26 maj 1867 i London, död 24 mars 1953 i London, var drottning av Storbritannien och Irland och kejsarinna av Indien, då hon var Georg V:s gemål. Innan hennes make tillträdde tronen 1910, var hon hertiginna av York och Cornwall samt prinsessa av Wales. Hon var från födseln prinsessa av Teck i kungariket Württemberg. Inom familjen kallades hon May efter sin födelsemånad.
Hennes far, som var av tysk härkomst, gifte in sig i den brittiska kungafamiljen och May föddes och växte upp i Storbritannien. 24 år gammal trolovades hon med tronföljaren prins Albert Victor, hertig av Clarence, men sex veckor efter trolovningen avled han plötsligt i lunginflammation. Följande år förlovade hon sig med den nye tronföljaren, Albert Victors bror, George. 
Hon stödde sin make under första världskriget, hans sjukdom och de stora politiska förändringar som följde efter kriget samt framväxten av socialism och nationalsocialism. Efter Georges död 1936 efterträdde hennes äldste son Edvard fadern, men sonen abdikerade redan samma år för att gifta sig med en amerikanska, Wallis Simpson, som hade skilt sig två gånger tidigare. 
May stöttade sin andra son Albert, som helt oförberedd tillträdde tronen som Georg VI, fram till hans död 1952. Hon avled följande år, i början av sondottern Elizabeth II:s regeringstid. Under en kort tid fanns det därmed tre drottningar i landet: Mary, hennes svärdotter, drottningmodern Elizabeth Bowes-Lyon, och regerande drottningen Elizabeth II.
Drottning Mary satte tonen i den brittiska kungafamiljen, som en förebild för kunglig formalitet och anständighet, särskilt vid statsceremoniella tillfällen. Hon var den första drottning som närvarade vid sin efterträdares kröning. Mary av Teck efterlämnade en samling juveler, som nu anses vara ovärderlig.

## Uppväxt

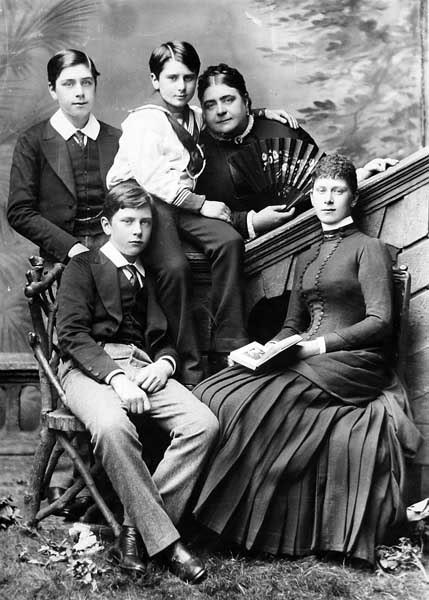
May (sittande) tillsammans med sin mor och sina bröder, omkring 1880.

Prinsessan Victoria Mary (May) av Teck föddes 26 maj 1867 på Kensington Palace i London. Hennes far var prins Francis, hertig av Teck, son till Alexander, hertig av Württemberg och hans morganatiska maka, grevinnan Claudine Rhédey von Kis-Rhéde (grevinna av Hohenstein i Kejsardömet Österrike). Marys mor var Mary Adelaide av Cambridge, dotter till Adolf, hertig av Cambridge, och Augusta av Hessen-Kassel, hertiginna av Cambridge. Mary döptes i det kungliga kapellet på Kensington Palace den 27 juli 1867 av Charles Thomas Longley, ärkebiskop av Canterbury, och hennes tre gudföräldrar var drottning Victoria, prinsen av Wales (senare kung Edward VII, och Marys blivande svärfar) och mormodern Augusta.
Hon var det äldsta av fyra barn, och den enda flickan, och fick lösa sina tre yngre bröders konflikter. De lekte med sina kusiner, prinsen av Wales' barn som var jämnåriga. May undervisades hemma av sin mor och sin guvernant (det gjorde även bröderna, innan de skickades till internatskolor). Hennes mor tillbringade ovanligt mycket tid tillsammans med sina barn för en kvinna i hennes ställning vid den här tiden och Mary hjälpte till med olika välgörenhetsprojekt och besökte fattigas bostäder.
Även om hennes mor var barnbarn till Georg III, var May endast en mindre betydande medlem av den brittiska kungafamiljen. Hennes far, hertigen av Teck, hade inget arv eller förmögenhet, och bar den lägre kungliga titeln Serene Highness eftersom hans föräldrars äktenskap hade varit morganatiskt. Hennes mor erhöll dock 5000 pund årligen i livränta från parlamentet samt ytterligare 4000 pund årligen från sin mor, hertiginnan av Cambridge. Trots detta var familjen djupt skuldsatt och bodde utomlands från år 1883 för att spara pengar. Familjen Teck reste runt i Europa och hälsade på olika släktingar, bland annat i  Florens. May uppskattade att besöka konstgallerierna, kyrkorna och museerna där.
År 1885 flyttade familjen Teck tillbaka till London, och bosatte sig på White Lodge, i Richmond Park. May stod sin mor nära och agerade inofficiellt som hennes sekreterare och hjälpte till att organisera fester och tillställningar. Hon stod även sin moster Augusta av Cambridge nära, och skrev till henne varje vecka. Under första världskriget hjälpte kronprinsessan av Sverige till att förmedla Mays brev till mostern, som då bodde i fiendeland i Tyskland, fram till Augustas död år 1916.

## Förlovningar

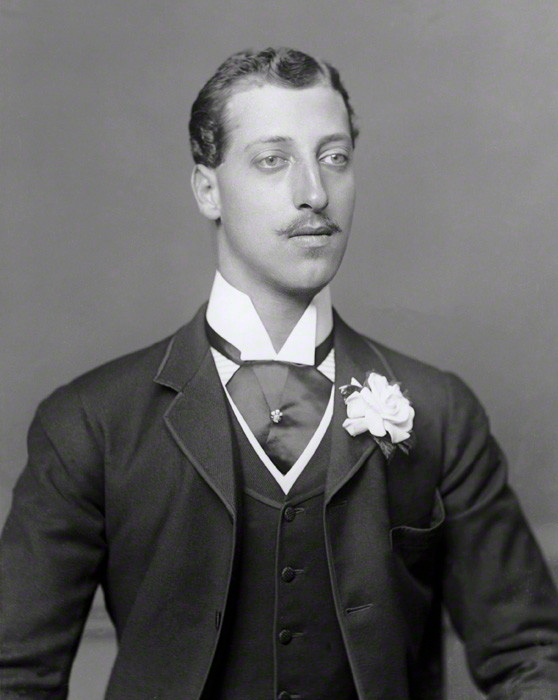
May förlovade sig med tronföljaren Prins Albert Victor, hertig av Clarence och Avondale, men han avled sex veckor senare.

I december 1891 förlovade sig May med sin syssling, prins Albert Victor, hertig av Clarence och Avondale, äldste son till prinsen av Wales. Valet av May som fästmö till hertigen berodde mycket på att drottningen tyckte mycket om henne och hennes starka karaktär och pliktkänsla. Hertigen av Clarence och Avondalen avled dock sex veckor senare, i den influensa-pandemi som drabbade England under vintern 1891–1892.
Men drottningen såg May som en lämplig gemål till en blivande kung och May kom Albert Victors bror, prins Georg, hertig av York, som nu var den andre i tronföljden, nära under sorgetiden. I maj 1893, friade Georg och May sade ja, och de var snart mycket förälskade. Deras äktenskap blev lyckligt och Georg skrev till May varje dag som de var åtskilda, och skaffade aldrig, till skillnad från fadern, någon älskarinna.

## Hertiginna av York
May gifte sig med prins Georg, hertig av York, den 6 juli 1893 i det kungliga kapellet i St. James's Palace, i London. Mary gifte sig sent för en kvinna under denna tid, hon var 26 år gammal. Den nya hertigen och hertiginnan av York bosatte sig i  York Cottage på Sandringham Estate i Norfolk, och i våningar i St. James's Palace. York Cottage var en anspråkslös bostad för kungligheter, men för Georg, som uppskattade ett relativt enkelt liv, var den en favorit. De fick sex barn: Edvard, Albert, Mary, Henry, Georg, och John.
May älskade sina barn och var grannlaga i valet av barnjungfrur. Den första av dem avskedades för fräckhet och den andra för att hon misshandlade barnen. Den andra barnjungfrun var mån om att det skulle verka som om barnen tyckte mer om henne än någon annan, varvid hon brukade nypa Edvard och Albert när de träffade föräldrarna så att de skulle gråta och lämnas tillbaka till henne. När detta upptäcktes ersattes hon av sin assistent, Mrs. Bill.
Mary var en frånvarande mor i vissa hänseenden. Hennes yngsta son, prins John, fick växa upp på en gård på Sandringham Houses mark, i Bills vård, för att dölja hans epilepsi från allmänheten. May var dock, trots sin kärva utstrålning och sitt pryda privatliv, en omtänksam mor, och visade sina barn ibland en lättsam sida och undervisade dem i historia och musik. Edvard skrev uppskattande om sin mor i sina memoarer: "Hennes mjuka stämma, hennes kultiverade sinne, det trivsamma rummet fyllt av personliga skatter var alla oskiljaktiga ingredienser till den glädje som förknippas med den sista timmen av ett barns dag... Min mor var så stolt över sina barn att allt som hände var och en av oss var av yttersta vikt för henne. Vid varje nytt barns födelse påbörjade mor ett album där hon noggrant skrev ned varje utvecklingssteg under vår barndom".
Han uppvisade dock en mindre kärleksfull syn i sina privata brev till sin maka efter moderns död: "Min sorgsenhet blandades med tvivlet över att en mor kunde ha varit så hård och grym mot sin äldste son under så många år och ändå så krävande mot slutet utan att mjukna en smula. Jag är rädd att vätskan i hennes vener alltid varit så iskall som den är nu när hon är död." 
Den 22 januari 1901 avled drottning Victoria och hertiginnan av Yorks svärfar, Albert Edward, blev kung Edvard VII. Under åtta månader reste det nya prinsparet av Wales runt i det brittiska riket och besökte Gibraltar, Malta, Egypten, Ceylon, Singapore, Australien, Nya Zeeland, Mauritius, Sydafrika och Kanada. Ingen kunglighet hade tidigare åkt på en sådan lång resa. Hertiginnan grät över tanken att lämna sina barn under en så lång tidsperiod. 

## Prinsessa av Wales

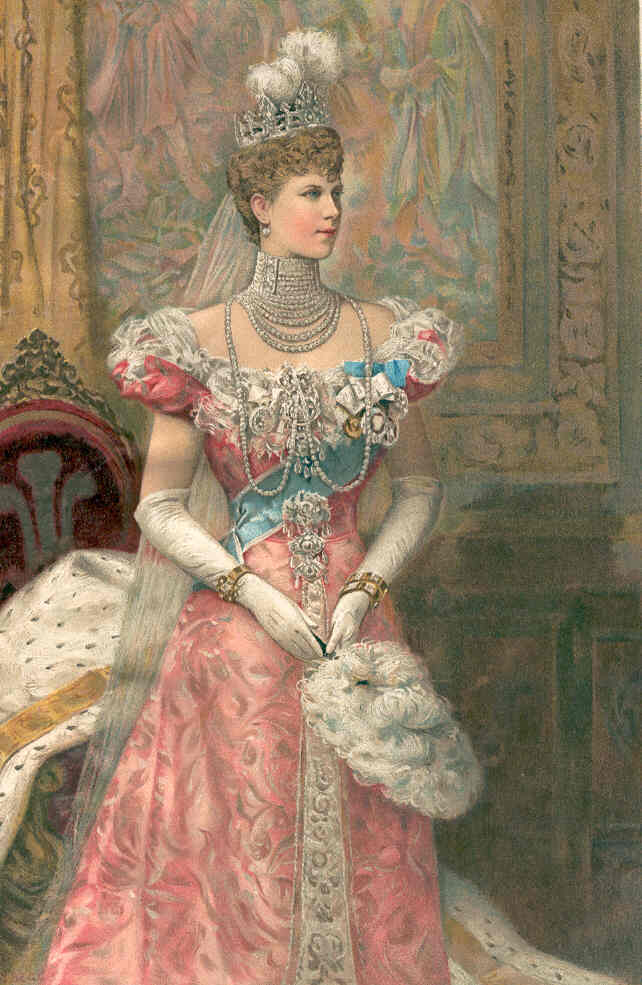
Prinsessa av Wales vid kröningsceremonien 1902.

Den 9 november 1901, nio dagar efter att de kommit tillbaka till Storbritannien, på kungens 60-årsdag,  blev Georg formellt utnämnd till prins av Wales. Familjen flyttade från sin Londonbostad i St James's Palace till Marlborough House. Som prinsessa av Wales följde May med sin make på resor till Österrike-Ungern och Württemberg år 1904. Följande år födde hon sitt sista barn, John. Det var en svår förlossning, May återhämtade sig fort, men hennes nyfödde son drabbades av andningssvårigheter.
I oktober 1905 for prinsen och prinsessan av Wales iväg på en åtta månader lång resa, denna gång till Indien. De reste genom Egypten både på dit och hemvägen, på vägen tillbaka stannade de även i Grekland. Nästan direkt efter att de kommit hem reste de till Spanien för bröllopet med kung Alfonso XIII och Victoria Eugenia av Battenberg, där bruden och brudgummen med nöd och näppe undkom att bli mördade. Bara en vecka efter att de kommit tillbaka till Storbritannien reste de till Norge för kröningen av kung Håkon VII och drottning Maud (Georgs syster).

## Drottning

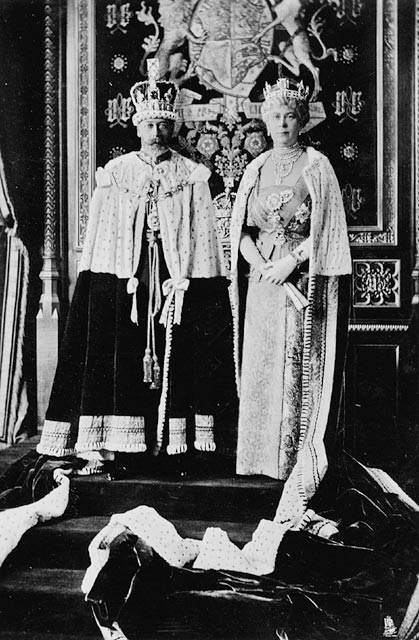
Kung Georg V och drottning Mary 1935.

Den 6 maj 1910 avled Edvard VII. Prinsen av Wales blev kung Georg V och May blev drottning av Storbritannien. Hennes make bad henne att göra sig av med ett av sina officiella namn, Victoria Mary, och hon valde att kallas Mary, eftersom hon inte ville ha samma namn som makens farmor, drottning Victoria. Drottning Mary kröntes tillsammans med kungen den 22 juni 1911 i Westminster Abbey. Senare samma år reste den nya kungen och drottningen till Indien för Delhi Durbar som höll 12 december 1911, som kejsare och kejsarinna av Indien. De återvände till Storbritannien i februari.
Mary kom i början av sin tid som drottning i konflikt med änkedrottningen Alexandra. Även om de var vänner kunde Alexandra vara envis och krävde att hon skulle ha företräde framför Mary vid Edvard VII:s begravning, tog lång tid på sig att lämna Buckingham Palace, och behöll några av de kronjuveler som borde ha lämnats till den nya drottningen.
Under första världskriget drev Mary igenom en sparsamhetskampanj på Buckingham Palace, ransonerade mat och besökte skadade och döende soldater på sjukhus, något som hon upplevde som känslomässigt ansträngande. Efter tre års krig mot Tyskland, och med många antityska känslor i Storbritannien, fick inte den ryska kejsarfamiljen asyl i England, vilket kan ha berott på att tsarens maka Alexandra av Hessen, trots att hon var dotterdotter till drottning Victoria, var född i Tyskland.
Nyheten om att tsaren abdikerat stärkte dem i Storbritannien som ville ersätta monarkin med republik. Efter att republikanerna använt parets tyska arv som ett reformargument, övergav Georg sina tyska titlar och bytte resolut kungahusets namn från det tyska "Sachsen-Coburg-Gotha" till det brittiska "Windsor". Även andra kungliga ändrade sina namn på kunglig order, till exempel familjen Battenberg som blev Mountbatten. Drottningens bröder gjorde sig också av med sina tyska titlar och tog namnen Cambridge (efter Marys brittiska morfars hertigdöme) och Athlone. Kriget slutade 1918. Tyskland besegrades och kejsaren abdikerade och gick i exil.
Två månader efter krigsslutet avled Marys yngsta son prins John, bara tretton år gammal. Hon uttryckte sin sorg i dagböcker och brev som publicerats efter hennes död. Marys stöd för sin make fortsatte under den andra hälften av hans regeringstid. Hon gav honom råd och använde sina historiekunskaper när han skulle hålla tal eller besluta i vissa frågor som påverkade hans position. Han uppskattade hennes diskretion, intelligens och omdöme. Hon bibehöll ett självsäkert lugn under sina publika åtaganden efter kriget, en period som kännetecknades av oroligheter kring sociala frågor, irländsk självständighet, och indisk nationalism.
I slutet av 1920-talet fick Georg V allt värre lungproblem på grund av sin rökning. Mary såg till att han fick vård. En av hans läkare, sir Farquhar Buzzard, fick frågan om vem som räddat kungens liv, och han svarade "Drottningen". År 1935 firade kung Georg V och drottning Mary sitt silverjubileum, för sina 25 år på tronen. I talet hyllade kungen sin drottning.

## Drottningmoder
Georg V avled den 20 januari 1936 på Sandringham House, efter att hans läkare, Baron Dawson av Penn, gett honom en spruta med morfin och kokain som kan ha påskyndat hans död. Drottning Marys äldste son, Edvard, prins av Wales, blev Edvard VIII. Hon blev nu officiellt drottningmoder, även om hon aldrig använde den titeln, utan kallades "Hennes majestät" eller "Drottning Mary". 
Samma år orsakade Edward en konstitutionell kris genom sin önskan att gifta sig med amerikanskan Wallis Simpson som hade varit gift två gånger tidigare. Drottning Mary ogillade skilsmässor, som var emot den engelska kyrkans lära, och tyckte att Simpson var olämplig som maka till en kung. Han avgick efter att både premiärministern Stanley Baldwin och de styrande i kolonierna menat att han inte kunde förbli kung om han skulle gifta sig med Simpson. Även om drottning Mary stödde sin son, kunde hon inte förstå hur Edvard kunde försumma sina kungliga plikter, och sätta sina personliga känslor främst.  Simpson hade blivit formellt presenterad både för Georg V och drottning Mary vid hovet, men drottning Mary vägrade senare att träffa henne. Drottning Mary såg som sin skyldighet att ge moraliskt stöd till sin andra son, den reserverade och stammande Prins Albert, hertig av York, som tillträdde tronen som Georg VI. När Mary var med som gäst på kröningen blev hon den första änkedrottningen som gjorde det. Edvards abdikation gjorde kanske inte att hon älskade honom mindre, men hon stod för resten av livet fast vid åsikten att hans agerande hade skadat Kronan.

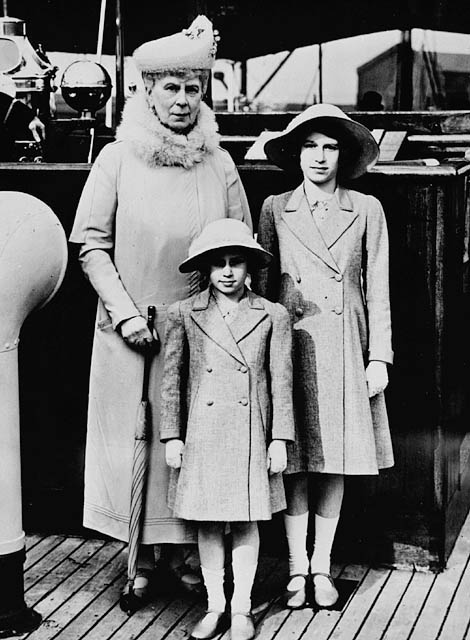
Drottning Mary med sina sondöttrar prinsessorna Margaret (längst fram) och Elizabeth i maj 1939.

Drottning Mary uppfostrade sina sondöttrar, prinsessorna Elizabeth och Margaret Rose, och tog med dem på olika utflykter i London, till konstgallerier och museer. (Prinsessornas föräldrar tyckte att det var onödigt att de skulle tyngas av någon krävande utbildning.)
Under andra världskriget ville Georg VI att hans mor skulle evakueras från London. Hon flyttade motvilligt till Badminton House i Gloucestershire, till sin brorsdotter Mary Somerset, hertiginna av Beaufort, dotter till Adolphus, Lord Cambridge. Hennes 80 resväskor skickades från London. Hennes 55 tjänare tog upp större delen av huset, utom hertigparets privata sviter, ända fram till krigsslutet. De enda som klagade var de kungliga tjänarna som tyckte att huset var för litet, även om drottning Mary irriterade sin brorsdotter genom att låta ta bort den urgamla murgrönan från väggarna, eftersom hon ansåg den vara ful och en säkerhetsrisk. Hon besökte trupper och fabriker och hon brukade även erbjuda soldater som hon såg på vägarna skjuts. År 1942 dödades hennes då yngste son Georg av Kent i en flygolycka i tjänsten. Drottning Mary återvände till Marlborough House i juni 1945, efter att Tyskland besegrats.
Drottning Mary var en ivrig samlare av föremål och bilder med kunglig anknytning. Hon betalade mer än det beräknade marknadsvärdet då hon köpte juveler från  änkekejsarinnan Maria Fjodorovnas dödsbo och betalade nästan tre gånger marknadsvärdet då hon köpte familjen Cambridges smaragder från sin avlidne bror prins Francis' älskarinna Lady Kilmorey. År 1924 skapade arkitekten Sir Edwin Lutyens Queen Mary's Dolls' House för hennes miniatyrsamling. Hon har ibland kritiserats för att ha varit för framfusig i sitt samlande till Royal Collection. Vid flera tillfällen ska hon ha uttryckt beundran för föremål som andra haft i sin ägo, och förväntat sig att dessa skulle donera dem till samlingarna. Hennes kunnande gjorde att hon kunde identifiera föremål som gått förlorade genom åren. Kungafamiljen hade under tidigare generationer lånat ut föremål till vänner. När hon identifierat ej återlämnade föremål i gamla inventarielistor skrev hon till dem som hade dem och krävde att få tillbaka dem.

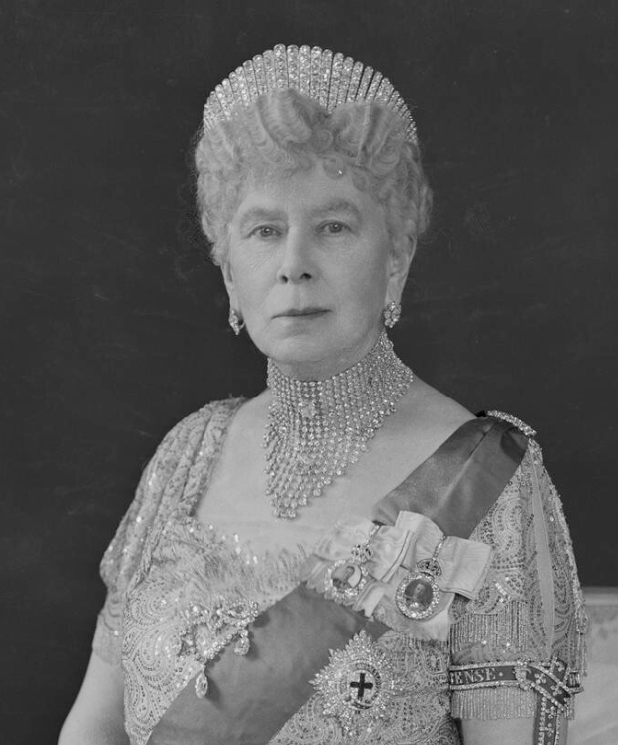
Drottning Mary 1947.

År 1952 avled kung Georg VI, han var det tredje av hennes barn som dog före henne, och hennes äldsta sondotter, prinsessan Elizabeth tillträdde tronen. Drottning Mary avled följande år av lungcancer (kallat "magproblem" för allmänheten) 85 år gammal, bara tio veckor före Elizabeth II:s kröning. Det var Marys önskan att kröningen inte skulle skjutas upp om hon dog. Hennes kvarlevor lades på lit de parade i  Westminster Hall, där mängder av sörjande gick förbi hennes kista. Hon begravdes bredvid sin make i mittskeppet i St. George's Chapel, Windsor.

## Eftermäle

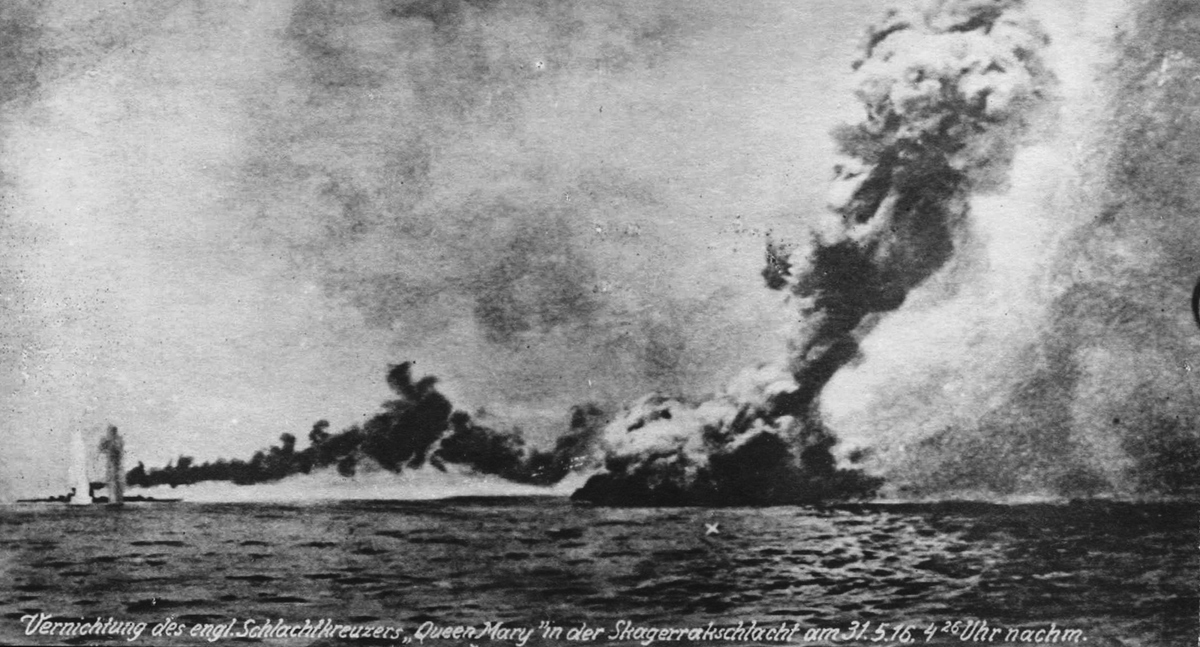
vid Slaget vid Jylland.

Sir Henry "Chips" Channon skrev att hon "stod över politiken…magnifik, hade humor, var världslig, faktiskt närmast sublim, även om hon var hård och kylig. Men vilken storslagen drottning..."
Oceanångarna Queen Mary och Queen Mary 2, den brittiska slagkryssaren HMS Queen Mary, som sänktes av den tyska slagkryssaren SMS Seydlitz vid Slaget vid Jylland 1916, Queen Mary College, University of London, Queen Mary Reservoir, Queen Mary Hospital, Hong Kong, Queen Mary's Peak, det högsta berget i  Tristan da Cunha och Queen Mary Land på Antarktis är uppkallade efter henne.
Många skådespelare har spelat drottning Mary på scen och på film, däribland Dame Wendy Hiller (i pjäsen Crown Matrimonial), Greer Garson (i en TV-produktion av Crown Matrimonial), Dame Flora Robson (i A King's Story), Dame Peggy Ashcroft (i Edward & Mrs Simpson), Phyllis Calvert (i The Woman He Loved), Gaye Brown (i All the King's Men), Miranda Richardson (i The Lost Prince), Margaret Tyzack (i Wallis & Edward), Claire Bloom (i The King's Speech), Judy Parfitt (i W.E.) och Dame Eileen Atkins (i Bertie and Elizabeth och The Crown).

## Titlar

Drottning Marys standar.

- 26 maj 1867 – 6 juli 1893: Her Serene Highness Princess Victoria Mary of Teck
- 6 juli 1893 – 22 januari 1901: Her Royal Highness The Duchess of York
- 22 januari 1901 – 9 november 1901: Her Royal Highness The Duchess of Cornwall and York
- 9 november 1901 – 6 maj 1910: Her Royal Highness The Princess of Wales
  - i Skottland: 22 januari 1901 – 6 May 1910: Her Royal Highness The Duchess of Rothesay
- 6 maj 1910 – 20 januari 1936: Her Majesty The Queen
- 20 januari 1936 – 24 mars 1953: Her Majesty Queen Mary

## Anfäder
|              |  |  |  |  |  |  |  |                            |  |  |  |  |  |  |  |                                  |  |  |  |  |  |  |  | Ludvig, hertig av Württemberg             |
|              |  |  |  |  |  |  |  |                            |  |  |  |  |  |  |  |                                  |  |  |  |  |  |  |  |                                           |
|              |  |  |  |  |  |  |  |                            |  |  |  |  |  |  |  | Alexander, hertig av Württemberg |  |  |  |  |  |  |  |                                           |
|              |  |  |  |  |  |  |  |                            |  |  |  |  |  |  |  |                                  |  |  |  |  |  |  |  |                                           |
|              |  |  |  |  |  |  |  |                            |  |  |  |  |  |  |  |                                  |  |  |  |  |  |  |  | Henriette av Nassau-Weilburg              |
|              |  |  |  |  |  |  |  |                            |  |  |  |  |  |  |  |                                  |  |  |  |  |  |  |  |                                           |
|              |  |  |  |  |  |  |  | Francis, hertig av Teck    |  |  |  |  |  |  |  |                                  |  |  |  |  |  |  |  |                                           |
|              |  |  |  |  |  |  |  |                            |  |  |  |  |  |  |  |                                  |  |  |  |  |  |  |  |                                           |
|              |  |  |  |  |  |  |  |                            |  |  |  |  |  |  |  |                                  |  |  |  |  |  |  |  | László, greve av Rhédey de Kis-Rhéde      |
|              |  |  |  |  |  |  |  |                            |  |  |  |  |  |  |  |                                  |  |  |  |  |  |  |  |                                           |
|              |  |  |  |  |  |  |  |                            |  |  |  |  |  |  |  | Claudine Rhédey von Kis-Rhéde    |  |  |  |  |  |  |  |                                           |
|              |  |  |  |  |  |  |  |                            |  |  |  |  |  |  |  |                                  |  |  |  |  |  |  |  |                                           |
|              |  |  |  |  |  |  |  |                            |  |  |  |  |  |  |  |                                  |  |  |  |  |  |  |  | Ágnes, baronessa av Inczédy de Nagy-Várad |
|              |  |  |  |  |  |  |  |                            |  |  |  |  |  |  |  |                                  |  |  |  |  |  |  |  |                                           |
| Mary av Teck |  |  |  |  |  |  |  |                            |  |  |  |  |  |  |  |                                  |  |  |  |  |  |  |  |                                           |
|              |  |  |  |  |  |  |  |                            |  |  |  |  |  |  |  |                                  |  |  |  |  |  |  |  | Georg III av Storbritannien               |
|              |  |  |  |  |  |  |  |                            |  |  |  |  |  |  |  |                                  |  |  |  |  |  |  |  |                                           |
|              |  |  |  |  |  |  |  |                            |  |  |  |  |  |  |  | Adolphus Frederick av Cambridge  |  |  |  |  |  |  |  |                                           |
|              |  |  |  |  |  |  |  |                            |  |  |  |  |  |  |  |                                  |  |  |  |  |  |  |  |                                           |
|              |  |  |  |  |  |  |  |                            |  |  |  |  |  |  |  |                                  |  |  |  |  |  |  |  | Charlotte av Mecklenburg-Strelitz         |
|              |  |  |  |  |  |  |  |                            |  |  |  |  |  |  |  |                                  |  |  |  |  |  |  |  |                                           |
|              |  |  |  |  |  |  |  | Mary Adelaide av Cambridge |  |  |  |  |  |  |  |                                  |  |  |  |  |  |  |  |                                           |
|              |  |  |  |  |  |  |  |                            |  |  |  |  |  |  |  |                                  |  |  |  |  |  |  |  |                                           |
|              |  |  |  |  |  |  |  |                            |  |  |  |  |  |  |  |                                  |  |  |  |  |  |  |  | Fredrik III av Hessen-Kassel              |
|              |  |  |  |  |  |  |  |                            |  |  |  |  |  |  |  |                                  |  |  |  |  |  |  |  |                                           |
|              |  |  |  |  |  |  |  |                            |  |  |  |  |  |  |  | Augusta av Hessen                |  |  |  |  |  |  |  |                                           |
|              |  |  |  |  |  |  |  |                            |  |  |  |  |  |  |  |                                  |  |  |  |  |  |  |  |                                           |
|              |  |  |  |  |  |  |  |                            |  |  |  |  |  |  |  |                                  |  |  |  |  |  |  |  | Caroline Polyxene av Nassau-Usingen       |
|              |  |  |  |  |  |  |  |                            |  |  |  |  |  |  |  |                                  |  |  |  |  |  |  |  |                                           |

## Barn
| Namn                        | Född             | Död             | Kommentarer                                                                                 |
| --------------------------- | ---------------- | --------------- | ------------------------------------------------------------------------------------------- |
| Edvard VIII                 | 23 juni 1894     | 28 maj 1972     | abdikerade och blev senare hertig av Windsor; gifte sig 1937 med Wallis Simpson; inga barn. |
| Georg VI                    | 14 december 1895 | 6 februari 1952 | gifte sig 1923 med Lady Elizabeth Bowes-Lyon; fick barn, däribland Elizabeth II             |
| Mary av Storbritannien      | 25 april 1897    | 28 mars 1965    | gifte sig 1922 med Henry Lascelles, 6:e earl av Harewood; fick barn.                        |
| Prins Henry                 | 31 mars 1900     | 10 juni 1974    | gifte sig 1935 med Lady Alice Montagu-Douglas-Scott; fick barn.                             |
| Prins Georg, hertig av Kent | 20 december 1902 | 25 augusti 1942 | gifte sig 1934 med Prinsessan Marina av Grekland och Danmark; fick barn.                    |
| Prins John                  | 12 juli 1905     | 18 januari 1919 | led av epilepsi och hade inlärningssvårigheter                                              |

## Utmärkelser
- Aftaborden,  1904[60]
- Storbritanniska Johanniterorden,  10 juni 1927[61]
- Hedersdoktor vid Royal College of Music,  1933[62]
- Sankt Savaorden,  1935[63]
- Victoriakedjan,  1937
- Albert-medaljen,  1938[64]
- Storkors av Hederslegionen
- Dyrbara Kronans orden
- Etiopiska Stjärnorden
- Drottningen av Sabas orden
- Kungliga röda korset
- Storkors av Rumänska kronorden
- Riddare med storkors av Kejsardömet Indiens orden
- Sankta Olgas och Sankta Sofias orden
- Dame med storkors av Brittiska Johanniterorden
- Georg VI:s familjeorden
- Louise-orden
- Dame med storkors av Victoriaorden
- Dame med storkors av Brittiska imperieorden
- Elizabeth II:s familjeorden
- Indiska kronorden
- Rumänska Stjärnans orden
- Dygdernas orden
- Kungliga Viktoria- och Albertsorden
- Edvard VII:s familjeorden

[Redigera Wikidata]